# الادا چاخویان
الادا آندرانیکی چاخویان (ارمنی: Էլլադա Անդրանիկի Չախոյան؛ انگلیسی: Ellada Chakhoyan زادهٔ ۲۶ اکتبر ۱۹۴۶) خواننده، اپرا سوپرانو اهل ارمنستان است. وی از سال میلادی تاکنون مشغول فعالیت بوده است.

## زندگی‌نامه
وی در ۲۶ اکتبر ۱۹۴۶ در ایروان به دنیا آمد و از کنسرواتوار دولتی کومیتاس ایروان (۱۹۷۲) فارغ‌التحصیل گشت. وی در تالار آکادمی ملی اپرا و باله آلکساندر اسپنداریان فعالیت می‌کند. همچنین برندهٔ جوایزی همچون هنرمند شایسته ارمنستان شوروی (۱۹۸۴) شده است.